# 德米特里·伊凡諾夫斯基
德米特里·約瑟福維奇·伊凡諾夫斯基（俄语：Ивановский, Дмитрий Иосифович，1864年10月28日-1920年6月20日）是一位俄國植物學家，是病毒的可濾性的發現者（1892年）和病毒學的創始人之一。
伊凡諾夫斯基求學于聖彼得堡大學，1887年被送往烏克蘭和比薩拉比亞研究當時造成了極大危害的菸草疾病。三年之後，他又被送往克里米亞調查同樣的事。他發現這些疾病都是由極小的感染源造成的，并利用尚柏朗濾器確認了這一事實，1892年他在一篇文章中描述了其發現， 1902年將之寫成專題論文。
1898年，荷蘭微生物學家馬丁烏斯·貝杰林克獨自再次完成了伊凡諾夫斯基的相關實驗，并確認用濾器確實過濾出了新的一種感染源，並將之命名為病毒。貝杰林克後來也承認了是伊凡諾夫斯基先於他得出了相同結論。

## 外部連結
- .   [2008-04-19]. （原始内容存档于2009-03-27）.